# Zoltán Antal
Zoltán Antal (Budapest, 8 de diciembre de 1971) es un deportista húngaro que compitió en piragüismo en la modalidad de aguas tranquilas. Ganó dos medallas en el Campeonato Mundial de Piragüismo en los años 1994 y 1997.
Participó en los Juegos Olímpicos de Atlanta 1996, donde fue eliminado en las semifinales de la prueba de K1 500 m.

## Palmarés internacional
| Campeonato Mundial | Campeonato Mundial        | Campeonato Mundial | Campeonato Mundial |
| Año                | Lugar                     | Medalla            | Evento             |
| ------------------ | ------------------------- | ------------------ | ------------------ |
| 1994               | Ciudad de México (México) | Medalla de bronce  | K4 500 m           |
| 1997               | Dartmouth (Canadá)        | Medalla de plata   | K4 1000 m          |